# Sophy Gray (kiến trúc)

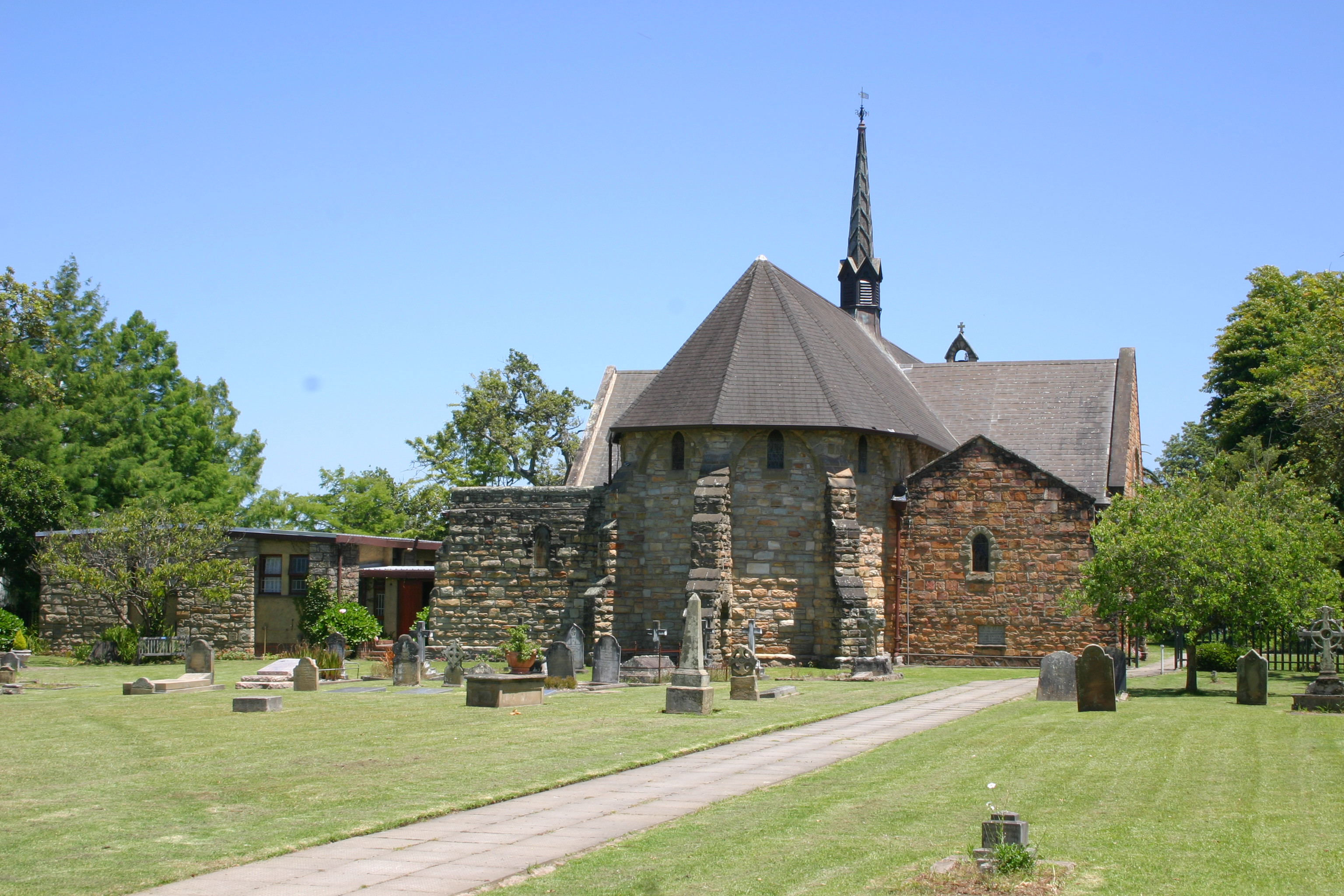
St Mark's Anglican Cathedral tại George, với thiết kế của Grey

Sophy Grey hoặc Sophia Grey (5 tháng 1 năm 1814 - 27 tháng 4 năm 1871), là một quản trị viên giáo phận, nghệ sĩ, kiến trúc sư, nữ kỵ sĩ và là vợ của giám mục Cape Town Robert Gray. Sinh ngày 5 tháng 1 năm 1814 tại Easington ở Yorkshire, con gái thứ năm của quận Richard Wharton Myddleton của Durham và Yorkshire, bà qua đời tại Bishopscourt, Cape Town vào ngày 27 tháng 4 năm 1871 và được chôn cất tại nghĩa trang của St Saviour's ở Claremont. Ngày E. Hermitage đã viết "người bạn đồng hành liên tục của (Robert Gray's), kế toán viên không biết mệt mỏi, nhà thiết kế khéo léo của các nhà thờ, sự tươi sáng và người chăm lo cuộc sống gia đình của ông tại Bishopscourt."

## Anh
Sophy và hai chị gái của bà được nuôi dưỡng trong một gia đình giàu có, sở hữu bất động sản ở North Riding và Durham. Gia đình này là những tay đua cố học và thành thạo từ khi còn nhỏ, những phẩm chất giúp thúc đẩy tình bạn của họ với chàng trai trẻ Robert Gray. Sophy kết hôn với Robert Gray vào năm 1836 sau khi đính hôn sáu tháng, khi ông là giám đốc của Whitworth, Durham. Tuần trăng mật của họ đã mang đến cho cô gái Sophy một hương vị của những điều sẽ đến khi bà và Robert bắt đầu một chuyến đi dài trên lưng ngựa, thăm các tổ chức gia đình ở hai quận. Trong chín năm, cuộc sống của họ tại Old Park và Whitworth, và giáo xứ Stockton vẫn không bị xáo trộn, nhưng tất cả điều này đã thay đổi đáng kể khi Robert được đưa vào danh sách rút gọn cho một trong ba giám mục thuộc địa mới. Ông được chọn đến Mũi Hảo Vọng.

## Nam Phi
Năm 1847, Sophy và Robert tới Cape Town, nơi ông sẽ thành lập một giáo phận thuộc địa mới, tăng số giáo sĩ và thành lập các nhà thờ và trường học mới. Chỉ có mười nhà thờ Anh giáo ở Nam Phi vào thời điểm đó. Khi ông chết 25 năm sau, con số này đã tăng lên 63. Đã quen với mức sống cao của các giám mục, bao gồm một cung điện, Grays di cư đến Cape với một người phục vụ, đồ đạc và thậm chí cả một cỗ xe kèm theo.

## Sách tham khảo
- Day, E. Hermitage (1930). Robert Gray: First Bishop of Cape Town. London: S.P.C.K.
- Gutsche, Thelma (1970). The Bishop's Lady. H. Timmins.
- Martin, Desmond (2002). The churches of Bishop Robert Gray & Mrs Sophia Gray: an historical and architectural review (Ph.D.). UCT. hdl:11427/10637.
- Martin, Desmond (2005). The Bishop's Churches. Struik. ISBN 978-1-77007-155-1.
- Potgieter, D. J. biên tập (1972). Standard Encyclopaedia of Southern Africa. 5 For - Hun. Cape Town: Nasou. ISBN 978-0-625-00321-1.
- Radford, Dennis John Charles (1979). The architecture of the Western Cape, 1838 1901. A study of the impact of Victorian aesthetics and technology on South African architecture (Ph.D thesis). Johannesburg: Dept of Arch. University of the Witwatersrand. tr. 207. hdl:10539/18096.